# Дахана (Кулябский район)
Дахана (тадж. Даҳана, перс. دهنه‎) — село, административный центр сельской общины (джамоата) Дахана Кулябского района Хатлонской области, Республика Таджикистан. Находится к юго востоку от Душанбе на 202 км, у подножия хребта Хазратишох. Ранее колхоз имени Сафар Амиршоева. Население в 1978 году составило 851 человек, в 2010 году 26 460 человек.
В Дахане существует средняя школа № 16, 34 и 44, технический лицей сельскохозяйственной промышленности, детский сад № 5, дом культуры, библиотека, медицинский пункт, соборная мечеть, рынок, памятники герою СССР Сафару Амиршоеву и В. И. Ленину.
Жители села занимаются земледелием, животноводством, садоводством и овощеводством. Из реки Яхоб снабжаются водой хлопковые поля.

## Местоположение
Село Дахана расположено на берегу реки Дахана, в 202 км к юго-востоку от Душанбе, в предгорьях хребта Хазратишох. Административный центр джамоата Дахана, город Куляб, находится в Хатлонской области Республики Таджикистан. Граничит на севере с сёлами Мирапок, Худжаи Нур, на западе с сёлами Дамарик, Сарёзии Боло, на юге с селом Джеркала, на востоке с сёлами Камар и Пистамазор.

## Транспорт
Дахана расположена в районе «РҶ034», отсюда 12 км до международного аэропорта Куляб, 20 км до районного центра города Куляба, 174 км до областного центра города Бохтар и 202 км до Душанбе.

## Разделение
Деревня Дахана состоит из верхней Даханы и нижней Даханы и включает деревни Гулрез, Чинор, Дахана и Ёхсучиён. Главой села Дахана является председатель джамоата Дахана, который избирается председателем города Куляб сроком на 5 лет. В настоящее время Дахану возглавляют председатель джамоата Дахана и председатели махаллей Дахана, Гулрез, Ёхсучиён и Чинор.

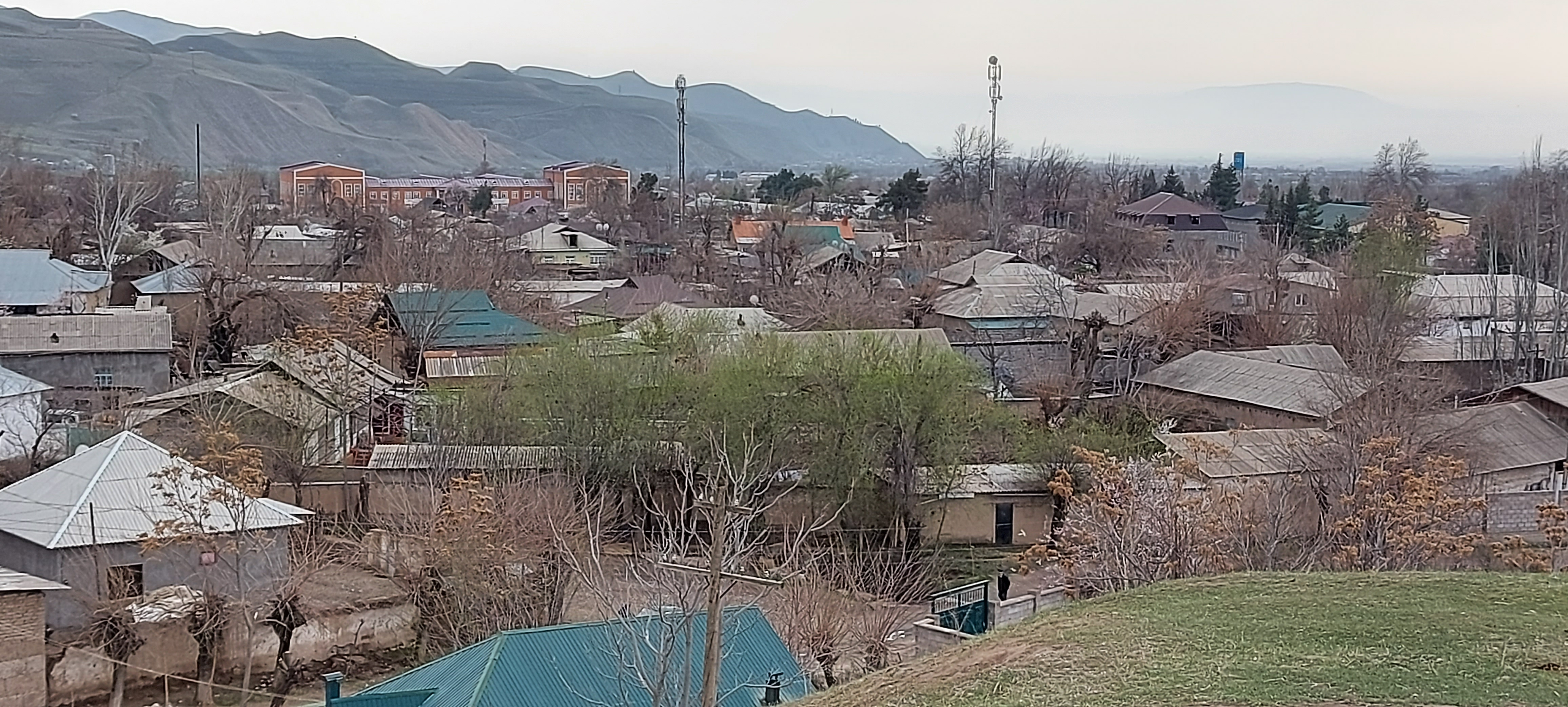
Село Дахана

## Этимология
Дахана происходит от перс. دهانه‎ и тадж. Даҳана, что означает «устье горы». Село названо так, благодаря своему географическому положению в предгорьях хребта Хазратишох.

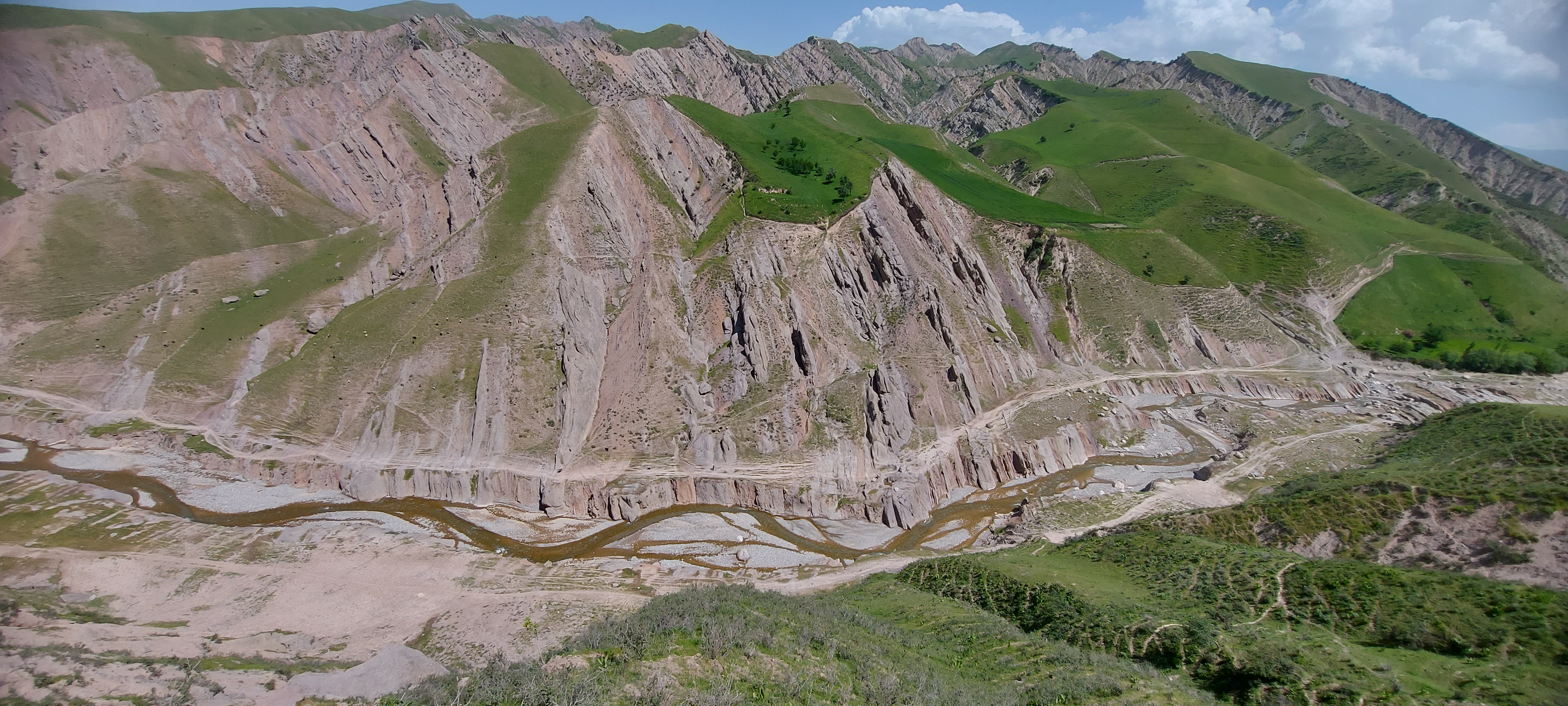
Горный хребет Хазратишох рядом с Дахана

## Климат
Климат села Дахана засушливый, со средней температурой +18 °С летом и −9 °С зимой. Благодаря расположению в устье горы, здесь сильнее дует ветер. Зимой река Дахана замерзает, водораздел несколько сужается, а летом пересыхает. Иногда из-за проливных дождей в горах река Дахана разливается.

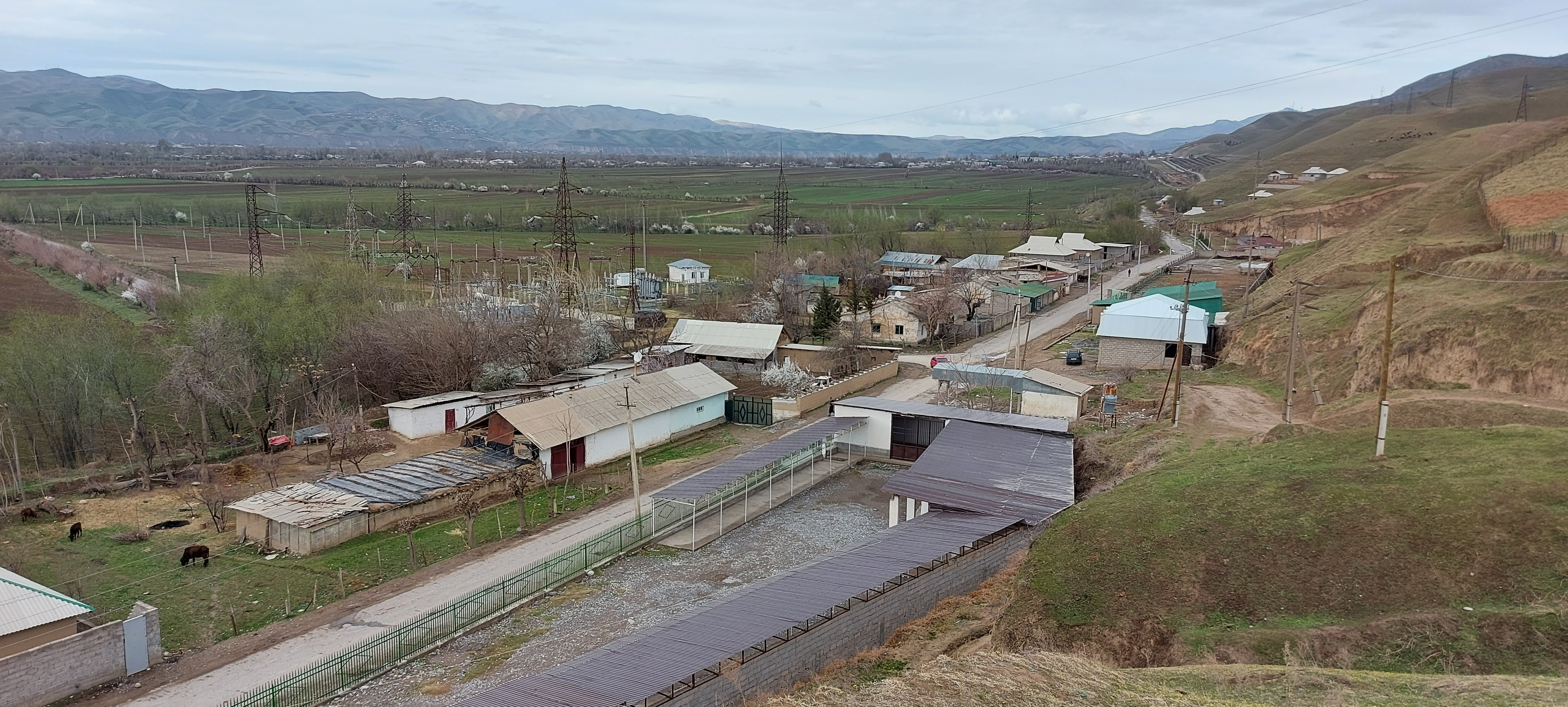
Дахана

## Природа
В горах Даханы растут разные цветы, степные тюльпаны, подснежники и несколько видов лекарственных растений. В высокогорье обитают куропатки, змеи и ежи, численность которых сократилась из-за чрезмерной охоты.
Хлопок, пшеница, помидоры, кукуруза, виноград, финики, шелковица, а также все культуры и фрукты, выращиваемые в Таджикистане, выращиваются на равнинах. Земли орошаются реками Дахана и Яхоб. Дахана один из активистов в обеспечении продовольствием аграрного сектора Кулябского района.

## Галерея

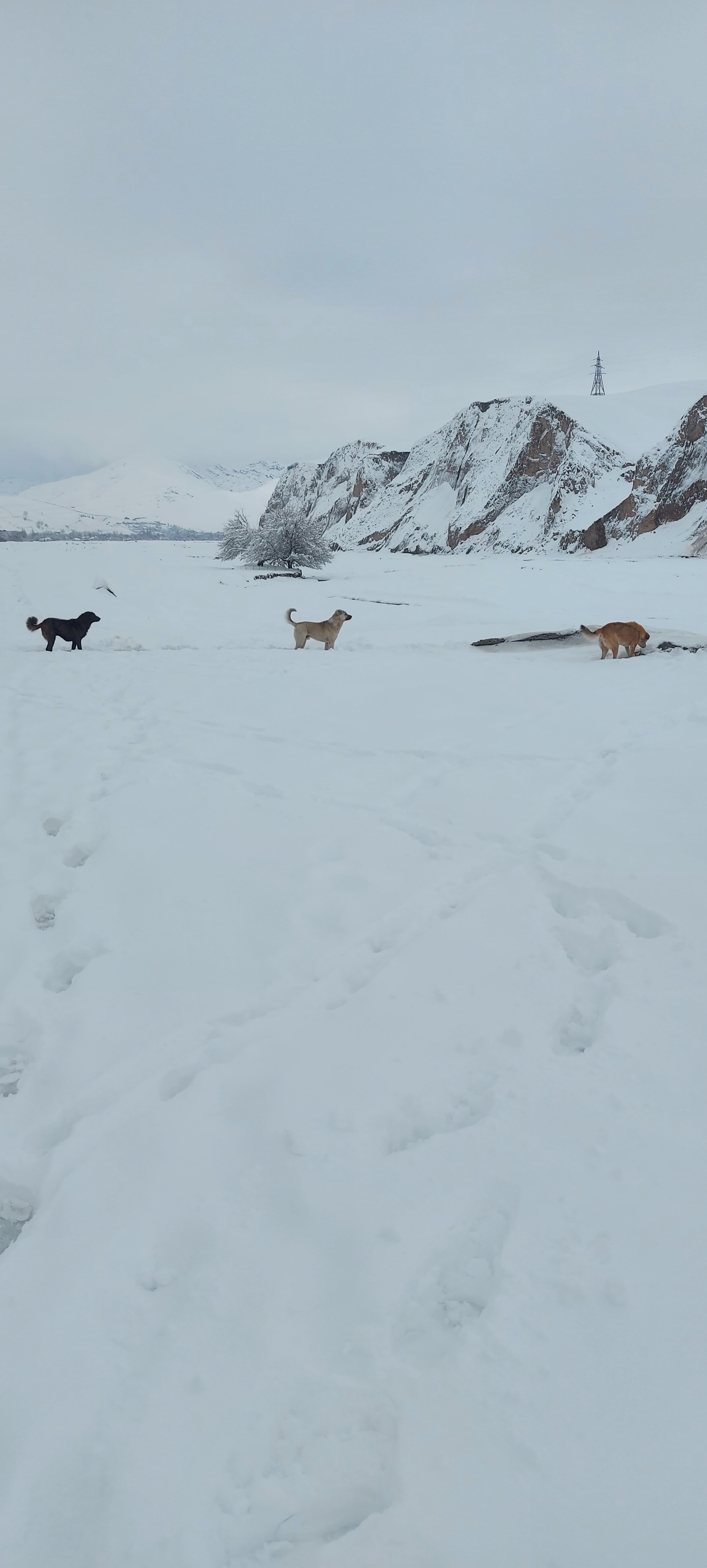
Дахана, Зима 2023
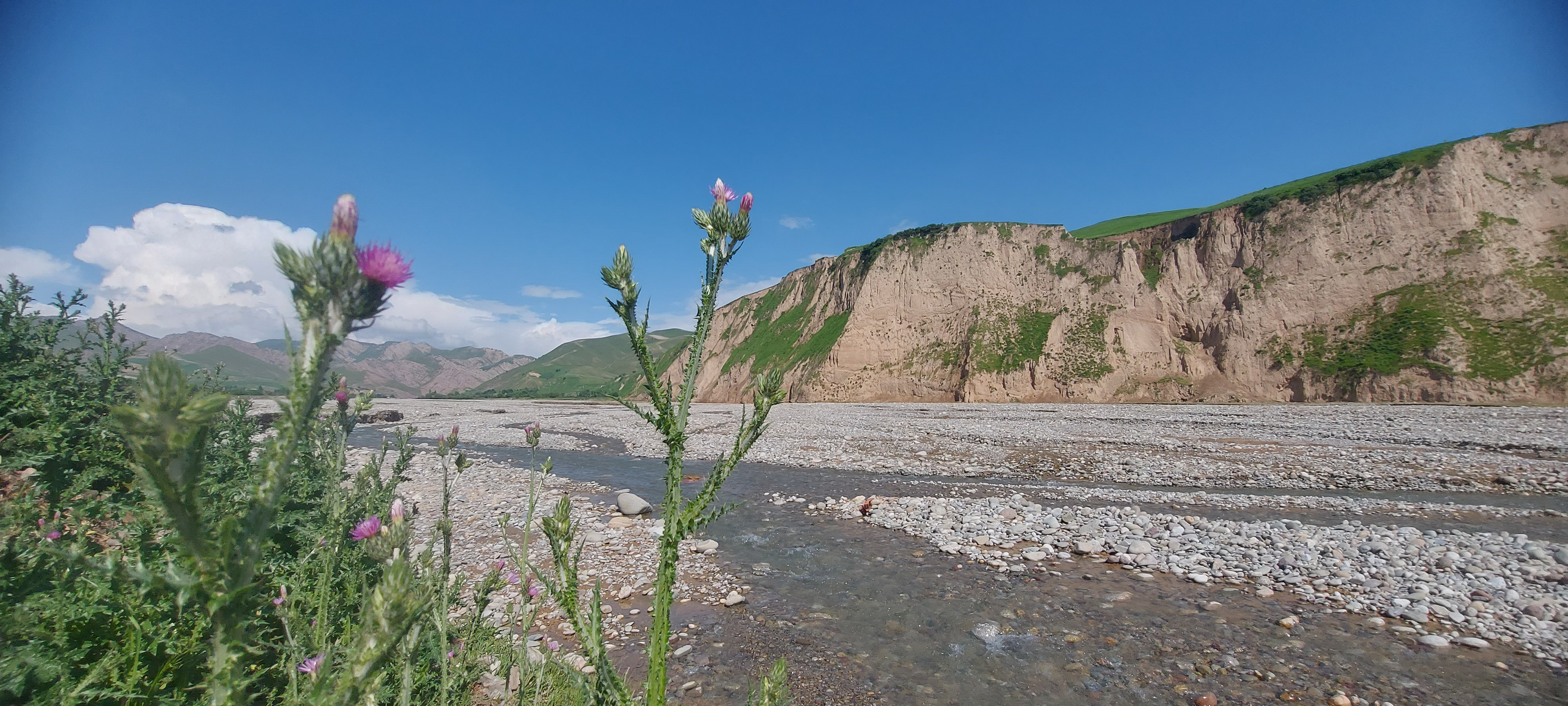
Речка Дахана
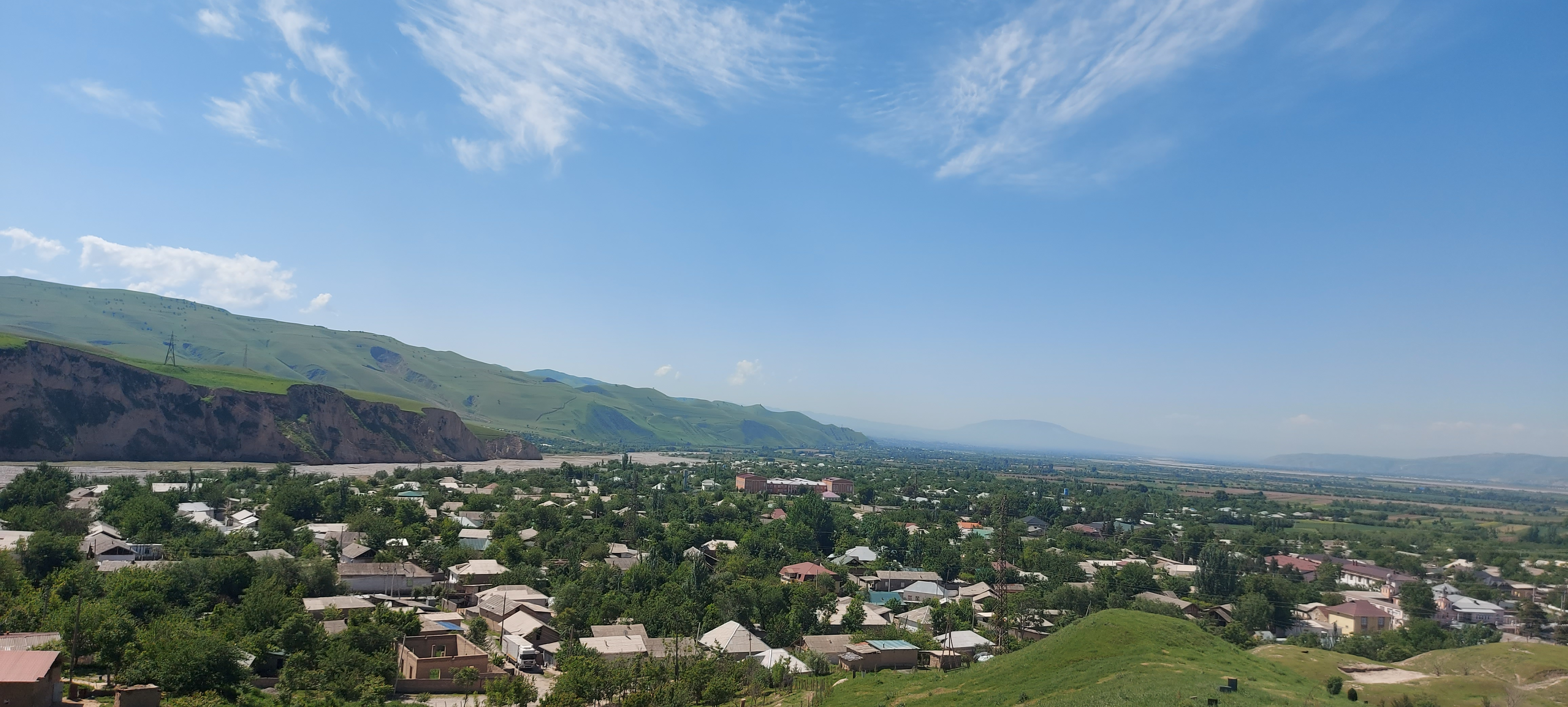
Дахана, общий вид
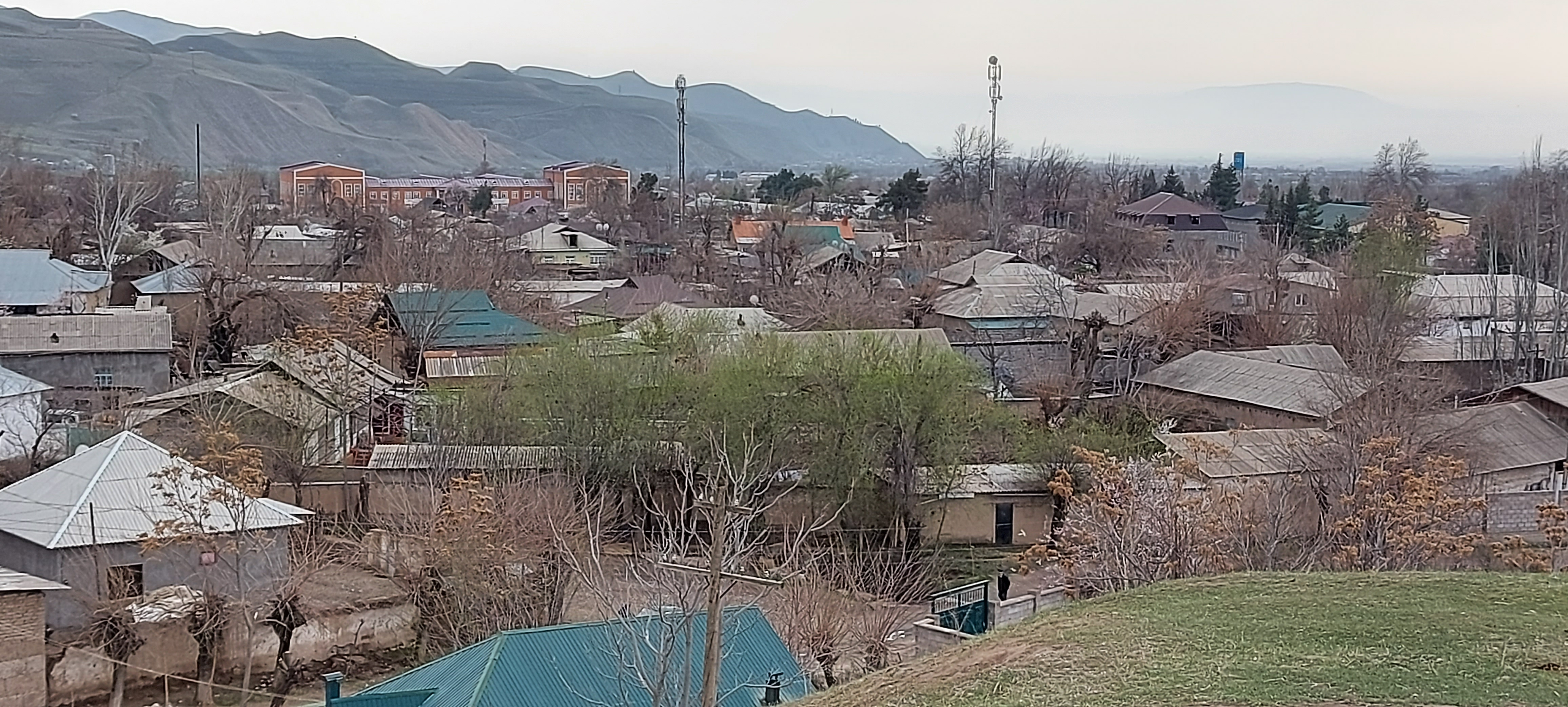
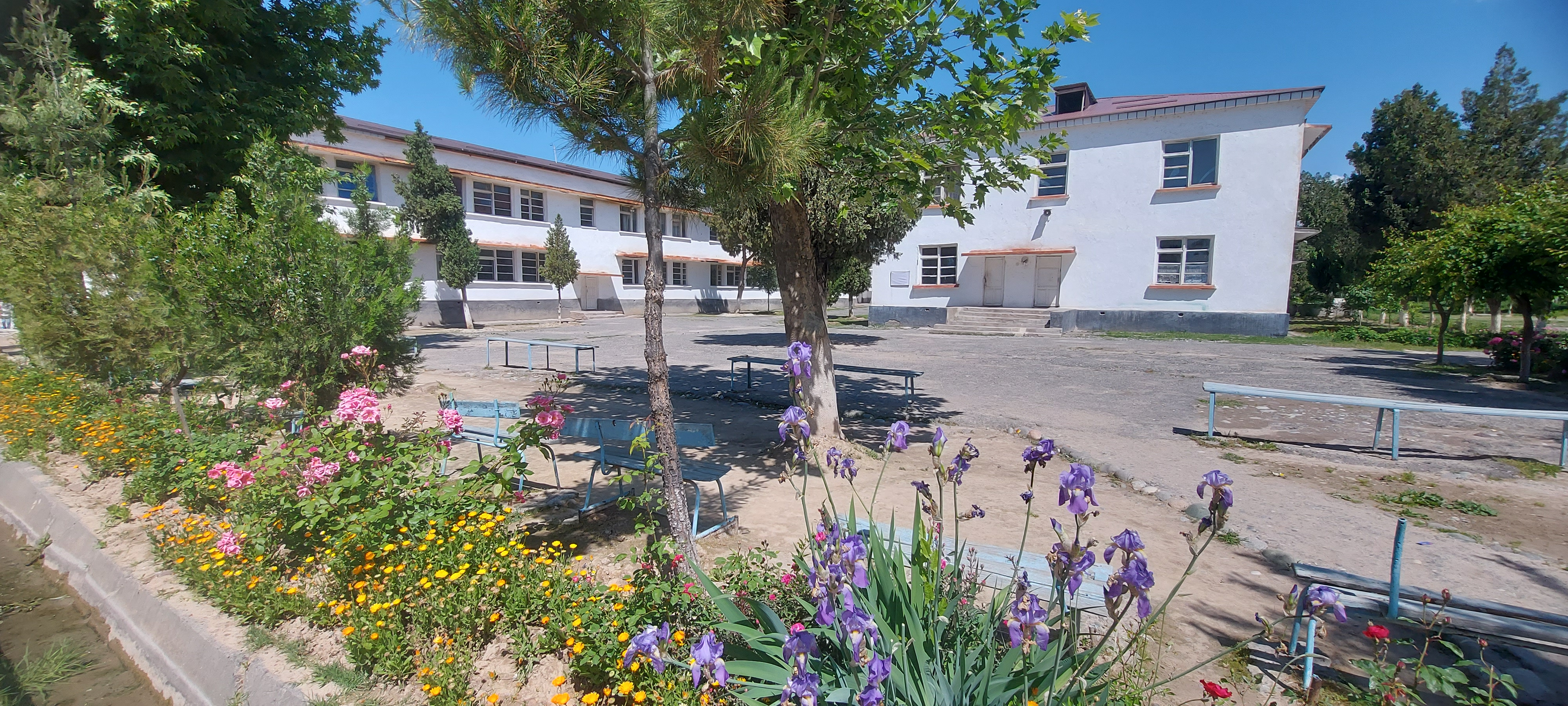
Дахана, школа № 16
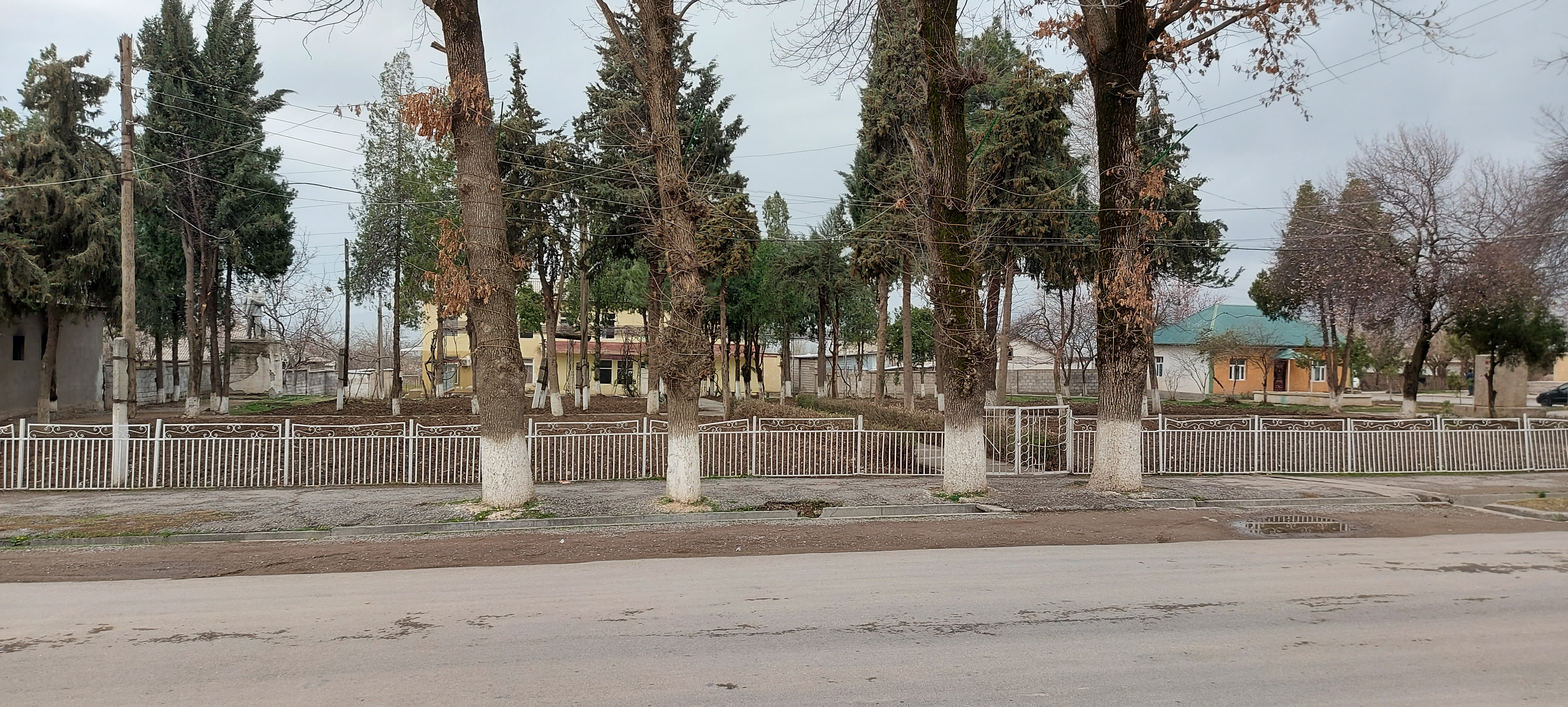
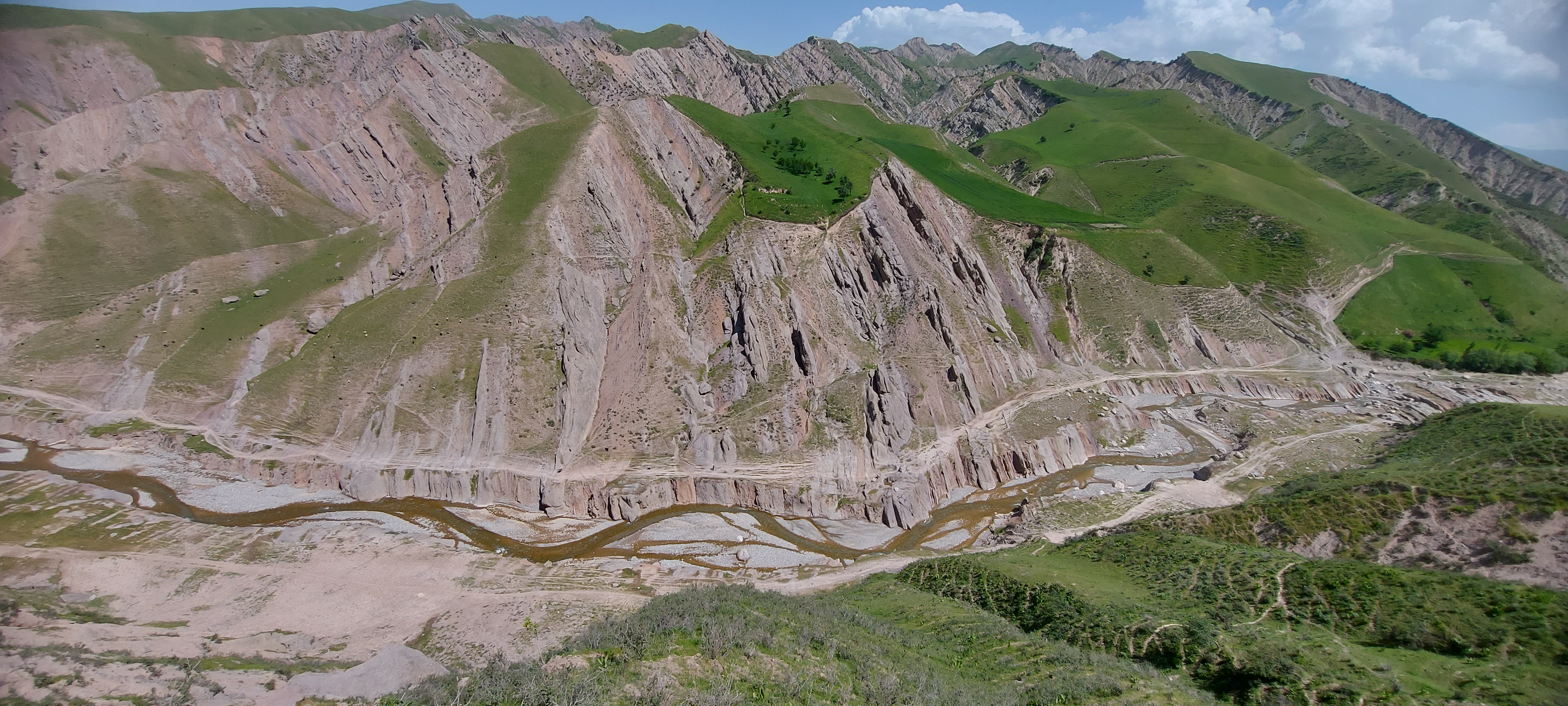
Горный хребет Хазратишох рядом с Дахана
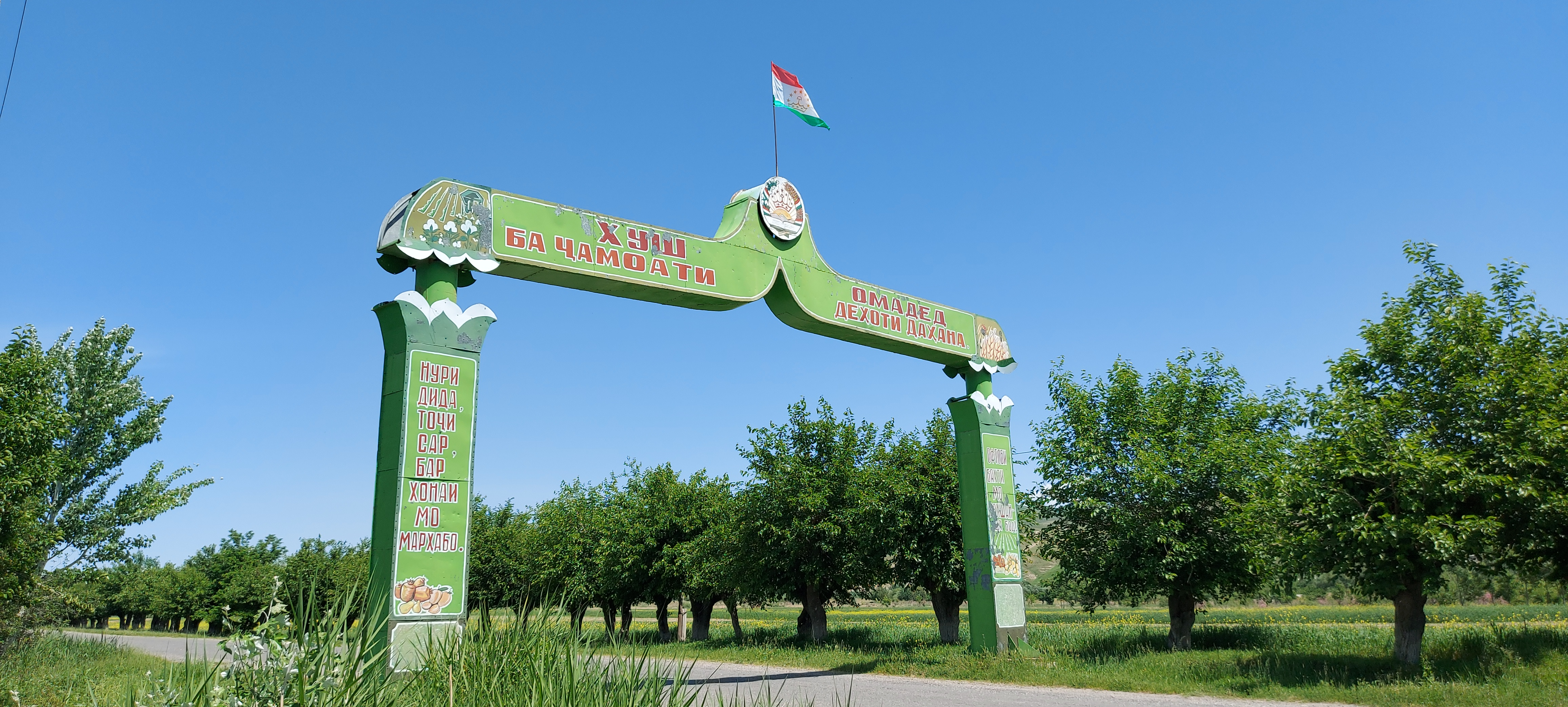
Вход в Дахане
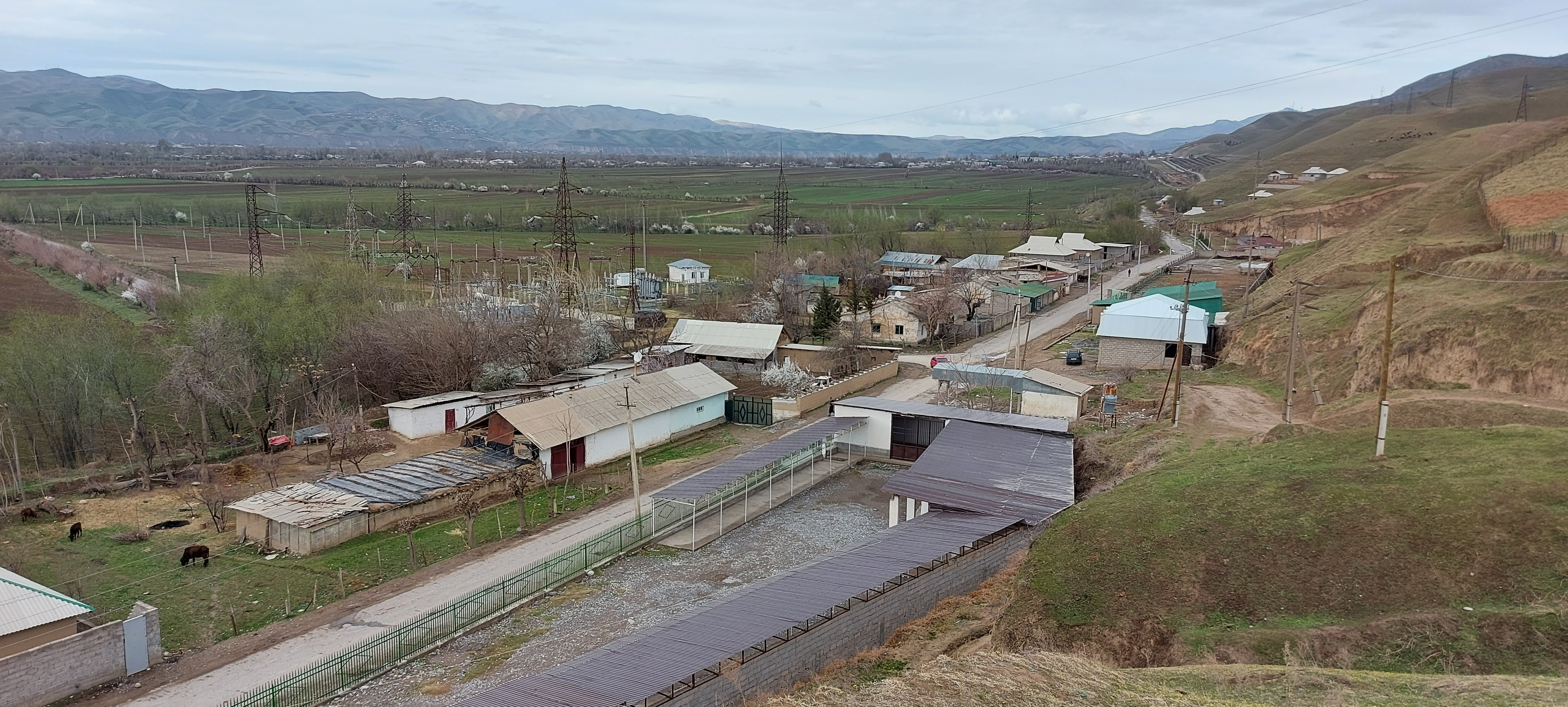